# Ius et Lex
Ius et Lex – fundacja powstała w 2000 roku, działająca do 2019 r. Fundacja stawiała sobie za cel promocję działań oświatowych związanych z prawem, wspieranie rozwoju i wprowadzania  w życie zasad państwa prawa. Była także wydawcą książek prawniczych.
Ostatnim prezesem fundacji była Marta Kochanowska, wiceprezesami Marcin Warchoł i Marta Kukowska, a członkiem Zarządu ds. arbitrażowych – Anna Farren.
Członkami Rady fundacji byli: Antoni Kamiński, Witold Kieżun (przewodniczący Rady), Marta Kochanowska, Jack Lewis (Lord of Newnham), Caroline Anne Cox (Baroness of Queensbury), Lord Belhaven and Stenton, Andrzej Szostek MIC, Andrzej Wielowieyski, Jan Winiecki. Poprzedni członkowie Rady to: Maria Sapieżyna, Hanna Gronkiewicz-Waltz i Ryszard Kaczorowski.
Z fundacją związany był Janusz Kochanowski, zanim objął funkcję Rzecznika Praw Obywatelskich.
Fundacja została rozwiązana oficjalnie w 2019 r.